# Крис Бредфорд
Крис Бредфорд је награђивани енглески писац, као и мајстор борилачких вештина. Најпознатији је по серијалу књига за децу, „Млади Самурај” ( енг. Young Samurai ). Први део књиге „ Млади Самурај”, Пут Ратника, објављен је 2008 године. Због популарности књиге, настало је 8 наставака од којих је последњи, Повратак Ратника, изашао 2018. године. Бредфорд је 2013. године објавио први део дела „Телохранитељ” (енг. Bodyguard ).Такође је писао бројна дела о музичкој индустрији. Редовно посећује школе да би промовисао писменост и давао ученицима демонстрације борилачких вештина. 

## Борилачке вештине
Бредфорд се учланио у џудо клуб када је имао 8 година и од тада је тренирао 10 различитих стилова борбе од којих су неки Шотокан карате, тајландски бокс (енг. Muay Thai ), Јапанско мачевање Иаидо (енг. Iaido ) и тајџицу (енг. taijutsu ) за који поседује црни појас. Одлично познавање борилачких вештина му је помогло у писању борилачких сцена у књигама ради њихове аутентичности.

### Серијал Млади Самурај
Серија авантуристичких књига која прати дечака Енглеза, Џека Флечера, и како он иако је странац постаје самурај. Серијал се одвија у Јапану седамнаестом веку.
- Млади Самурај: Пут Ратника (2008)
- Млади Самурај:Пут мача (2009)
- Млади Самурај:Пут Змаја (2010)
- Млади Самурај: Круг Земље (2010)
- Млади Самурај: Круг Воде (2011)
- Млади Самурај: Круг Ватре (2011)
- Млади Самурај: Круг Ветра (2012)
- Млади Самурај: Круг Неба (2012)
- Млади Самурај: Повратак Ратника (2018)

### Серијал Телохранитељ ( Британска верзија)[6][7]
- Телохранитељ 1: Талац (2013)
- Телохранитељ 2: Откуп (2014)
- Телохранитељ 3: Заседа (2015)
- Телохранитељ 4: Мета (2016)
- Телохранитељ 5: Assassin (2016)
- Телохранитељ 6: Бегунац (2018)

## Награде
- Northern Ireland Book Award (2011)[8]

- Hampshire Book Award (2014)[9]
- Brilliant Book Award (2014)